# Eilema laevis
Eilema laevis là một loài bướm đêm thuộc phân họ Arctiinae, họ Erebidae.